# Tixhualactún
Tixhualactún är en ort i Mexiko.   Den ligger i kommunen Valladolid och delstaten Yucatán, i den östra delen av landet, 1 200 km öster om huvudstaden Mexico City. Tixhualactún ligger 23 meter över havet och antalet invånare är 1 576.
Terrängen runt Tixhualactún är mycket platt. Runt Tixhualactún är det ganska tätbefolkat, med 75 invånare per kvadratkilometer. Närmaste större samhälle är Valladolid, 7,6 km nordväst om Tixhualactún. I omgivningarna runt Tixhualactún växer i huvudsak lövfällande lövskog.